# Shuvuuia
Shuvuuia („Pouštní pták“) byl rod malého teropodního dinosaura, žijícího v období pozdní křídy (asi před 80 miliony let) na území dnešního Mongolska. Shuvuuia obývala stejné ekosystémy jako někteří známější dinosauři, například Velociraptor nebo Protoceratops.

## Zařazení a popis
Shuvuuia patří do čeledi Alvarezsauridae, mezi malé dravé dinosaury s pevnými předními končetinami, uzpůsobenými k hrabání. S pouhými 60 cm délky a zhruba 0,8 až 3,5 kg hmotnosti se jednalo o jednoho z nejmenších známých dinosaurů.

## Paleobiologie
Shuvuuia navíc patří mezi první dinosaury, kteří byli objeveni se stopami pernatého pokryvu těla, je tedy jedním z několika desítek známých opeřených dinosaurů. Byly dokonce objeveny i stopy proteinu beta-keratinu v někdejších pernatých útvarech. Jejich přítomnost však byla v roce 2018 dementována ve studii z oboru imunohistochemie (zpětná analýza přítomnost proteinů ve fosiliích tohoto dinosaura nepotvrdila).
Výzkum stavby vnitřního ucha trohoto dinosaura ukázal, že se patrně jednalo o nočního lovce malé kořisti, plně aktivního za šera i za tmy.